# Sergey
Sergey is een gemeente en plaats in het Zwitserse kanton Vaud, en maakt deel uit van het district Jura-Nord vaudois.
Sergey telt 116 inwoners.

## Externe link

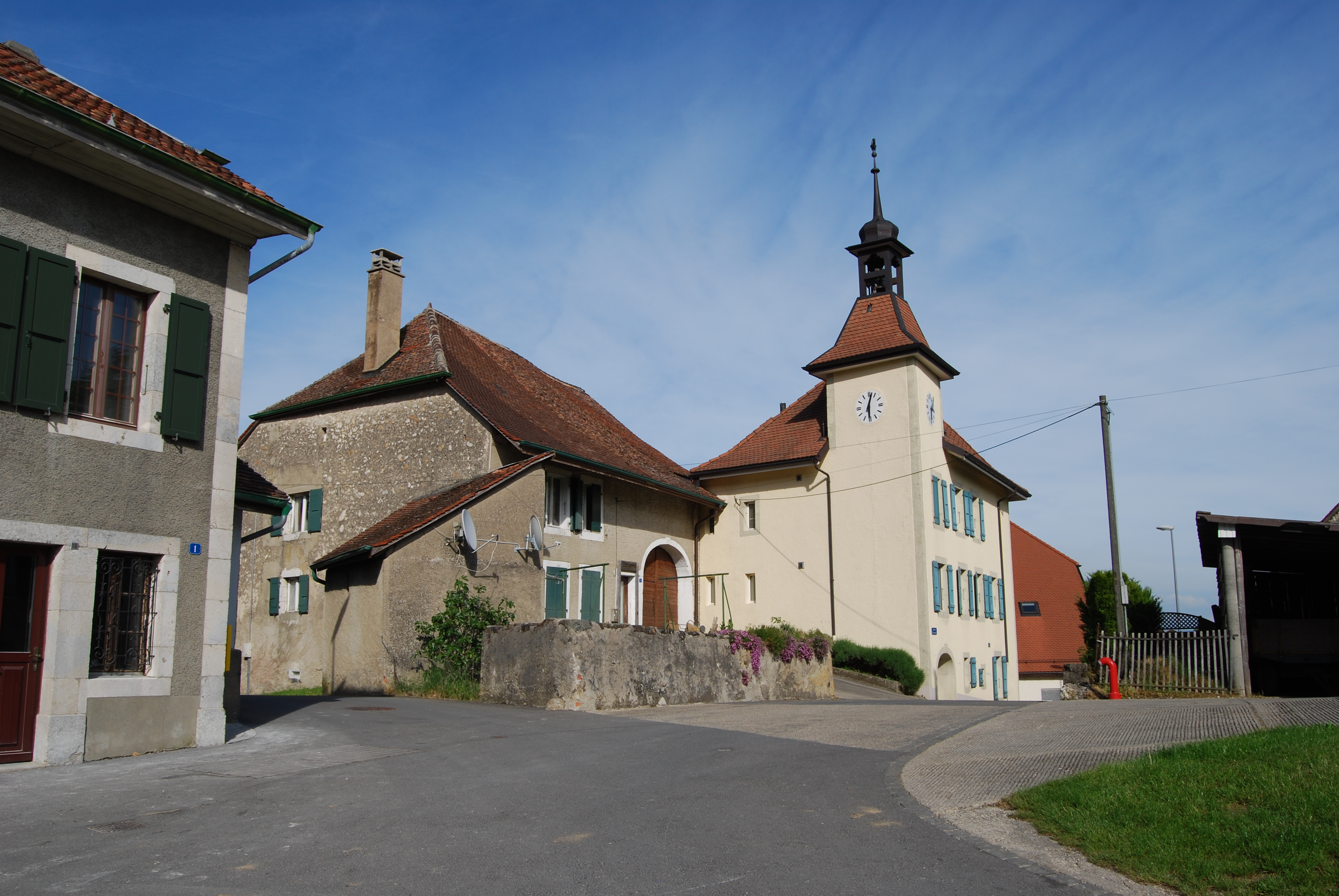
Sergey